# 永井清治
永井 清治（ながい せいじ）は、日本の即興音楽家。

## 経歴
1968年：評論家・植草甚一著『ジャズと黒人たち』出版記念のコンサートで長谷川時夫、山下洋輔らと共演。長谷川時夫と草月会館にてコンサート。
1969年：即興音楽グループ、タージ・マハル旅行団のメンバーとして活動開始。以来、パリコミューン100年祭、ユートピアズ&ビジョンズ展（スウェーデン）、ブリュッセル現代音楽祭、BBCTVプログラムなど多くの現代音楽、ジャズ、ロックのコンサートに参加。
1976年：インドのラジュスベリ芸術学校にてシタールをビエンダールに師事。帰国後、全国各地でインド音楽のコンサートを200回以上行う。
1978年：エクスペリメンタルフェスティバルに参加。
1980年：オルタネイティブアングルに参加。
1982年：シタール奏者としてハリバラーブ祭にて特別賞。
1984年：Mupho-Art展に参加。
1986年：環境／即興／音楽に参加。
1987年：「環境旅行誌」主宰。
1988年：武尊音楽週間に参加（～92年）。
1993年：ミュージックパーセプションーATOS展に参加。
1999年：「永井清治グループ」結成 (永井清治、河合孝治、米本実、渡辺晃一)。
2002年：永井清治グループでISEA電子芸術国際会議(名古屋)にて演奏。
2015年：「空観無為」結成（河合孝治、小森俊明）。
2017年：アースアーティストの池田一と共演を開始。空観無為に織田理史が加入。

## ディスコグラフィー
- 電子即興雑音 1999 永井清治＋α（Doppelganger Records／DPCD-82）
- 河合孝治 永井清治 小森俊明 「空観無為」（Chap Chap Records／CPKW-102）
- 池田一／空観無為　水奏楽団＠東京（Chap Chap Records／CPKW-106）
- 池田一／空観無為　水奏楽団2017-2020（Chap Chap Records／CPKW-107）
- Earth Art Drive 2019 Ichi Ikeda ＋　Empty Action（TPAF刊、DVD）